# Coelurotricha curvilinea
Coelurotricha curvilinea är en fjärilsart som beskrevs av W. Warren 1906. Coelurotricha curvilinea ingår i släktet Coelurotricha och familjen Uraniidae. Inga underarter finns listade i Catalogue of Life.